# 穆特維齊亞
51°50′51″N 26°0′0″E / 51.84750°N 26.00000°E
穆特維齊亞（烏克蘭語：Мутвиця），是烏克蘭西北部的村莊，隸屬里夫內州的瓦拉什區。該村始建於1769年，面積38.9平方公里，海拔高度137米，2019年人口593，人口密度每平方公里16.2人。